# Markéta Pekarová Adamová
Markéta Pekarová Adamová (ur. 2 października 1984 w Litomyšlu) – czeska polityk i działaczka samorządowa, od 2019 przewodnicząca partii TOP 09, deputowana do Izby Poselskiej i od 2021 jej przewodnicząca.

## Życiorys
Ukończyła szkołę średnią w Svitavach, a w 2008 studia z andragogiki i zarządzania personelem na Uniwersytecie Karola w Pradze. W 2011 została absolwentką ekonomii i zarządzania w przemyśle na Politechnice Czeskiej. Przez kilka lat pracowała w T-Mobile, później m.in. w agencji zajmującej się edukacją. Prowadziła też własną działalność gospodarczą.
W 2009 wstąpiła do partii TOP 09. W 2010 została radną dzielnicy Praga 8. W wyborach w 2013 uzyskała mandat deputowanej do Izby Poselskiej. W 2017 i 2021 z powodzeniem ubiegała się o reelekcję.
W 2015 została wiceprzewodniczącą, a w 2017 pierwszą wiceprzewodniczącą TOP 09. Objęła też funkcję wiceprzewodniczącej klubu poselskiego partii. W listopadzie 2019 wybrana na przewodniczącą swojego ugrupowania; w głosowaniu pokonała senatora Tomáša Czernina. W listopadzie 2021 wybrana na przewodniczącą niższej izby czeskiego parlamentu.

## Odznaczenia
W 2024 otrzymała Wielką Złotą z Gwiazdą Odznakę Honorową za Zasługi dla Republiki Austrii.